# Turmhügel Wiesentfels
Der Turmhügel Wiesentfels ist eine abgegangene mittelalterliche Turmhügelburg (Motte) bei Wiesentfels, einem heutigen Stadtteil von Hollfeld im Landkreis Bayreuth in Bayern. Sie war vermutlich die älteste der vier Burgen im Ort, neben den Burgen Unterwiesentfels, Oberwiesentfels und Wiesentfels.
Als Besitzer der 1514 zerstörten Mottenanlage wird Albert II. von Giech genannt. 